# 大庭村 (島根県)
大庭村（おおばむら）は島根県意宇郡八束郡にあった村。現在の島根県松江市大庭町、山代町、佐草町、大草町、八雲町平原に当たる。

## 歴史
沿革
・1872年（明治4年）に廃藩置県の影響で松江藩から松江県となる。大庭は松江県に属する。古文書には出雲国意宇郡大庭村と書かれている。
・1878年（明治11年）に地方自治法制定で行政区分制度を廃止。翌年2月より島根県意宇郡第八区山代村、第十一区大庭村となる。
・1884年（明治17年）に群区町村編制法、府県会規則、地方税規則の三新法を施行。同年8月に意宇郡十六町村、島根郡十六ヶ村、秋鹿郡八ヶ村とし、意宇郡に属する大庭村は大庭村外四ヶ村（佐草村、大草村、平原村、西岩坂村）となる。
・1889年（明治22年）に町村制施行で島根県意宇郡大庭村となる。それに伴い翌年4月より大庭村大字大庭、山代、佐草、大草、平原となる。
・1896年（明治29年）に意宇郡、島根郡、秋鹿郡の三郡を統合し、島根県八束郡となる。
・1951年（昭和26年）に松江市と合併し、島根県松江市大庭町、山代町、佐草町、大草町となる。また、松江市の行政区を大庭地区とした。